# Kierkek (Gällivare socken, Lappland)
Kierkek är en sjö i Gällivare kommun i Lappland och ingår i Luleälvens huvudavrinningsområde. Sjön har en area på 0,177 kvadratkilometer och ligger 486 meter över havet. Kierkek ligger i Sjaunja Natura 2000-område. Sjön avvattnas av vattendraget Riteljåkkå.

## Delavrinningsområde
Kierkek ingår i det delavrinningsområde (748341-166084) som SMHI kallar för Utloppet av Kierkek. Medelhöjden är 570 meter över havet och ytan är 19,4 kvadratkilometer. Räknas de 6 avrinningsområdena uppströms in blir den ackumulerade arean 107,37 kvadratkilometer. Riteljåkkå som avvattnar avrinningsområdet har biflödesordning 3, vilket innebär att vattnet flödar genom totalt 3 vattendrag innan det når havet efter 305 kilometer. Avrinningsområdet består mestadels av skog (64 procent), sankmarker (17 procent) och kalfjäll (13 procent). Avrinningsområdet har 0,86 kvadratkilometer vattenytor vilket ger det en sjöprocent på 4,4 procent.